# Мигжа
Мигжа́ (рос. Мыгжа) — село у складі Стрітенського району Забайкальського краю, Росія. Входить до складу Чикічейського сільського поселення.

## Населення
Населення — 11 осіб (2010; 11 у 2002).
Національний склад (станом на 2002 рік):
- росіяни — 100 %